# 硝酸バリウム
硝酸バリウム（しょうさんバリウム、Barium nitrate）は化学式Ba(NO3)2で表されるバリウムの硝酸塩である。加熱すると融点付近で亜硝酸バリウムを経て酸化バリウムに分解する。

## 合成法
{\displaystyle {\ce {Ba(OH)2 + 2HNO3 -> Ba(NO3)2 + 2H2O}}}
{\displaystyle {\ce {Ba(OH)2 + N2O5 -> Ba(NO3)2 + H2O}}}
{\displaystyle {\ce {BaO + 2 HNO3(verd.) -> Ba(NO3)2 + H2O}}}
{\displaystyle {\ce {Ba + 2HNO3(verd.) -> Ba(NO3)2 + H2}}}
{\displaystyle {\ce {BaCO3 + 2HNO3(verd.) -> Ba(NO3)2 + H2O + CO2}}}
また、硫酸バリウムの粉末を木炭とともに混合し、1,000℃で加熱処理すると硫化バリウムとなり、これを硝酸と反応させることで硝酸バリウムが得られる。
{\displaystyle {\ce {BaSO4 + 2C -> BaS + CO2}}}
{\displaystyle {\ce {BaS + 2HNO3 -> Ba(NO3)2 + H2S}}}

## 用途
- 火薬類の酸化剤として用いられる。
- トリニトロトルエンと混合するとバラトールという爆薬になる。

## 毒性
他のバリウム化合物と同じく有毒であり、中毒の徴候は嘔吐、下痢、腹部の苦痛、筋肉の震えなどがある。

## 法規制
日本では毒物及び劇物取締法および毒物及び劇物指定令によりバリウム化合物として劇物に指定されている。また消防法により、硝酸塩類として危険物第1類に指定されている。他に、船舶安全法、航空法に規定があり、バリウム化合物として大気汚染防止法の、バリウムの水溶性化合物として労働安全衛生法、PRTR法の、アンモニウム化合物として水質汚濁防止法の規制を受ける。